# الفادي (قناة مسيحية)
الفادي هي قناة قام بافتتاحها القمص زكريا بطرس في أبريل 2011 بعد تركه لقناة الحياة نهائياً وذلك بعد إعلان لمنظمة جويس ماير التبشيرية وهي منظمة تبشيرية أمريكية تعمل بالشراكة مع قناة الحياة في يوليو عام 2010 م لقناة بي بي سي العربية أنها ستوقف بث برامج زكريا بطرس، في رسالة جاء فيها:
«إن وسيط المنظمة في الشرق الأوسط، أبلغها بأن قناة الحياة التبشيرية قد قررت التوقف عن بث برامج القمص زكريا بطرس، وأن هذا الشهر هو الأخير لبرامجه على شاشة القناة.».
ذلك وقد سعى فريق قناة بي بي سي العربية لمعرفة المزيد إلا أن مسؤلوا قناة الحياة قد أبدوا رفضهم وذلك ((لأسباب أمنية)). القناة تبث من أمريكا الشمالية ويمتد بثها من أمريكا الشمالية إلى الشرق الأوسط.

## برامج القناة
ومثل قناة الحياة، تنقسم برامجها إلى نوعان:

### برامج مسيحية
هي برامج تختص بالحياة الروحية والإيمان المسيحي والترانيم وهي لكل طوائف المسيحيين .

### برامج ناقدة للإسلام
وهذه البرامج تقوم على نقد الإسلام بأسلوب يعتبره المسلمون غير لائق ، مثير للجدل.